# Paul Cosnier
Pour les articles homonymes, voir Cosnier (homonymie).
Paul Cosnier, né le 27 mai 1808 à Angers et mort le 3 juillet 1871, est un contre-amiral français et commandeur de la Légion d'honneur qui fut brièvement préfet des Bouches-du-Rhône. 

## Biographie
Fils d'un notaire, Paul Cosnier entre dans la Marine en 1822. Nommé aspirant le 16 octobre 1824, il devient enseigne de vaisseau le 19 mars 1829. Promu lieutenant de vaisseau le 10 mai 1835 au port de Brest, il est fait chevalier de la Légion d'honneur. Capitaine de frégate le 22 juillet 1848, puis capitaine de vaisseau le 1er décembre 1855, il commande le vaisseau de 90 canons Suffren. Il est fait officier de la Légion d'honneur en 1855. Commandeur de la Légion d'honneur le 31 décembre 1862, il est nommé au grade de contre-amiral le 3 août 1867. 
Le 7 janvier 1868, il devient membre titulaire du Comité consultatif de l'artillerie de la marine et des colonies en compagnie du général de brigade Philippe Pélissier (9 avril 1864-19 août 1870), et du général de brigade Richard Painé (25 novembre 1867-19 août 1870). Son mandat se termine le 27 mai 1870.
Le 1er janvier 1869, Cosnier est nommé président de la Commission d’armement, où il succède à Léon-Robert Dalmas de Lapérouse (30 avril 1864-18 août 1867). Il y siège en compagnie d'Amédée Louis Ribourt, capitaine de vaisseau ; de François Danguillecourt, commissaire ; de Marie Grasset, capitaine de frégate ; d'Edouard Rigaux, capitaine d'artillerie de marine ; d'Alfred Leroy de Méricourt, médecin en chef ; et de Jules Gisquet, capitaine de frégate, secrétaire de la commission. Passé membre du Comité d'artillerie, il cesse ses fonctions le 27 mai 1870.
Le ministre Ernest Picard le nomme préfet des Bouches-du-Rhône le 27 février 1871. À ce poste, Cosnier tente en vain de rallier la garde nationale contre la Commune de Marseille. Lorsque la préfecture est envahie le 23 mars 1871, Cosnier résigne ses fonctions. Gaston Crémieux tente d'obtenir sa libération mais la foule la lui refuse. Sa défection lui est ultérieurement reprochée par les autorités Versaillaises et il se suicide le 3 juillet suivant.

## Sources
- Annuaires de la Marine des années 1841, 1849, 1857, 1860, 1863, 1864, 1865, 1869.